# Norraca uncinata
Norraca uncinata är en fjärilsart som beskrevs av Semper 1902. Norraca uncinata ingår i släktet Norraca och familjen tandspinnare. Inga underarter finns listade i Catalogue of Life.